# Рухун
Рухун (лезг. Рухун, Рухунар) — упразднённое село в Сулейман-Стальском районе Дагестана. На момент упразднения входило в состав Новомакинского сельсовета. В 1975 году жители села переселены в село Новая Мака.

## География
Село располагалось в междуречье рек Шанкам и Гарукам, в 1,5 км к юго-западу от села Ичин.

## История
До вхождения Дагестана в состав Российской империи селение входило в состав Кутуркюринского магала Кюринского ханства. После присоединения ханства к Российской империи числилось в Рухунском сельском обществе Кутур-Кюринского наибства Кюринского округа Дагестанской области. В 1895 году селение состояло из 79 хозяйств. По данным на 1926 год село состояло из 95 хозяйства. В административном отношении являлось центром Рухунского сельсовета Касумкентского района. В советские годы действовал колхоз имени Вышинского (затем переименован в XXII Партсъезда). В 1966 году село было разрушено землетрясением. Жителей населённого пункта, было решено переселить в 5-е отделение совхоза «Калининский» в село Новая Мака. Исключено из учётных данных в 1975 году.

## Население
| Год       | 1895 | 1907 | 1926 | 1939 | 1970 |
| --------- | ---- | ---- | ---- | ---- | ---- |
| Население | 455  | 578  | 458  | 502  | 124  |

По данным Всесоюзной переписи населения 1926 года, в национальной структуре населения лезгины составляли 100 %